# کدهای پستی در مالزی

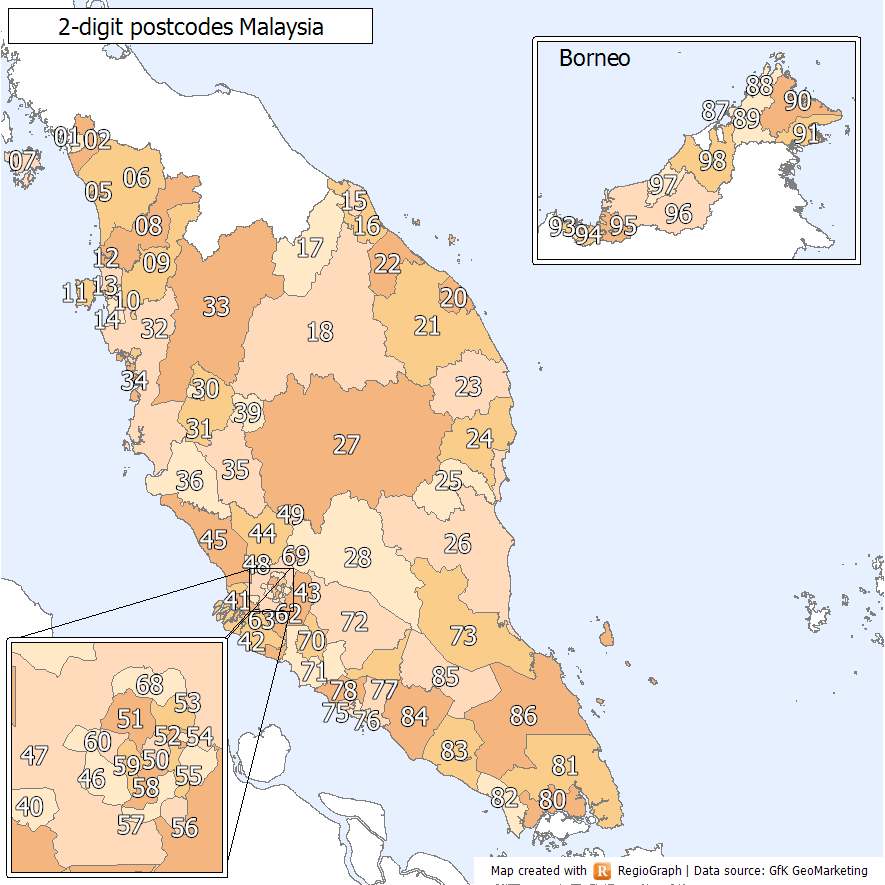
۲ رقم کدپستی مناطق مالزی (از طریق دو رقم اول کد پستی مشخص شده‌است)

کدهای منطقه در مالزی (انگلیسی: Postal codes in Malaysia) که به‌طور معمول به کدپستی شناخته می‌شوند (Malay: poskod)، اعدادی پنج رقمی هستند.
دو رقم ابتدایی کدپستی نمایانگر محدوده ایالت یا فدرال (به‌طور نمونه ۴۲۰۰۰ پورت کلانگ، سلانگور) است. هرچند، مرزهای منطقه کدپستی ممکن است از مرزهای ایالتی گذر نماید، چونکه مناطق نزدیک به مرزهای ایالتی احتمال دارد توسط ادارات پستی در ایالت دیگر خدمت رسانی شوند، بنابراین از کدپستی دفتر پستی تعیین شده استفاده می‌کنند.

## مناطق
در فهرست زیر ۲ رقم ابتدایی کدها، مختص هر ایالت و قلمرو فدرال می‌باشد. مرکز هر ایالت در داخل پرانتز مشخص شده‌است.
قلمروهای فدرال
- کوالا لامپور از کدهای ۵۰٬۰۰۰ تا ۶۰٬۰۰۰ بهره می‌برند (به انضمام چند منطقه همانند چراس، تامان ملاواتی، بوکیت لانجان، بندر سری دامانسرا، پاندان ایندا که در سلانگور قرار دارند)، و کد ۶۸۱۰۰ برای (تامان وایو و بازار عمده فروشی کوالالامپور تحت حاکمیت کوالالامپور).[۱]